# Ginza (métro de Tokyo)
Ginza (銀座駅, Ginza-eki) est une station du métro de Tokyo sur les lignes Ginza, Marunouchi et Hibiya dans l'arrondissement de Chūō à Tokyo. Elle est exploitée par le Tokyo Metro.

## Situation sur le réseau
La station Ginza est située au point kilométrique (PK) 7,2 de la ligne Ginza, au PK 8,6 de la ligne Hibiya et au PK 14,4 de la ligne Marunouchi.

## Histoire
La station a été inaugurée le 3 mars 1934 sur la future ligne Ginza.

## Services aux voyageurs

### Accès et accueil
La station est ouverte tous les jours. Chaque ligne a un quai central desservant 2 voies. Les quais des lignes Ginza et Marunouchi sont situés au 2e sous-sol (B2), et le quai de la ligne Hibiya est situé au 3e sous-sol (B3).
En moyenne, 245 208 voyageurs ont fréquenté quotidiennement la station en 2015, ce qui en fait la 4e station la plus fréquentée du réseau Tokyo Metro.

### Desserte
- Ligne Ginza :
  - voie 1 : direction Shibuya
  - voie 2 : direction Asakusa
- Ligne Marunouchi :
  - voie 3 : direction Ogikubo
  - voie 4 : direction Ikebukuro
- Ligne Hibiya :
  - voie 5 : direction Naka-Meguro
  - voie 6 : direction Kita-Senju (interconnexion avec la ligne Tōbu Skytree pour Kuki et Minami-Kurihashi)

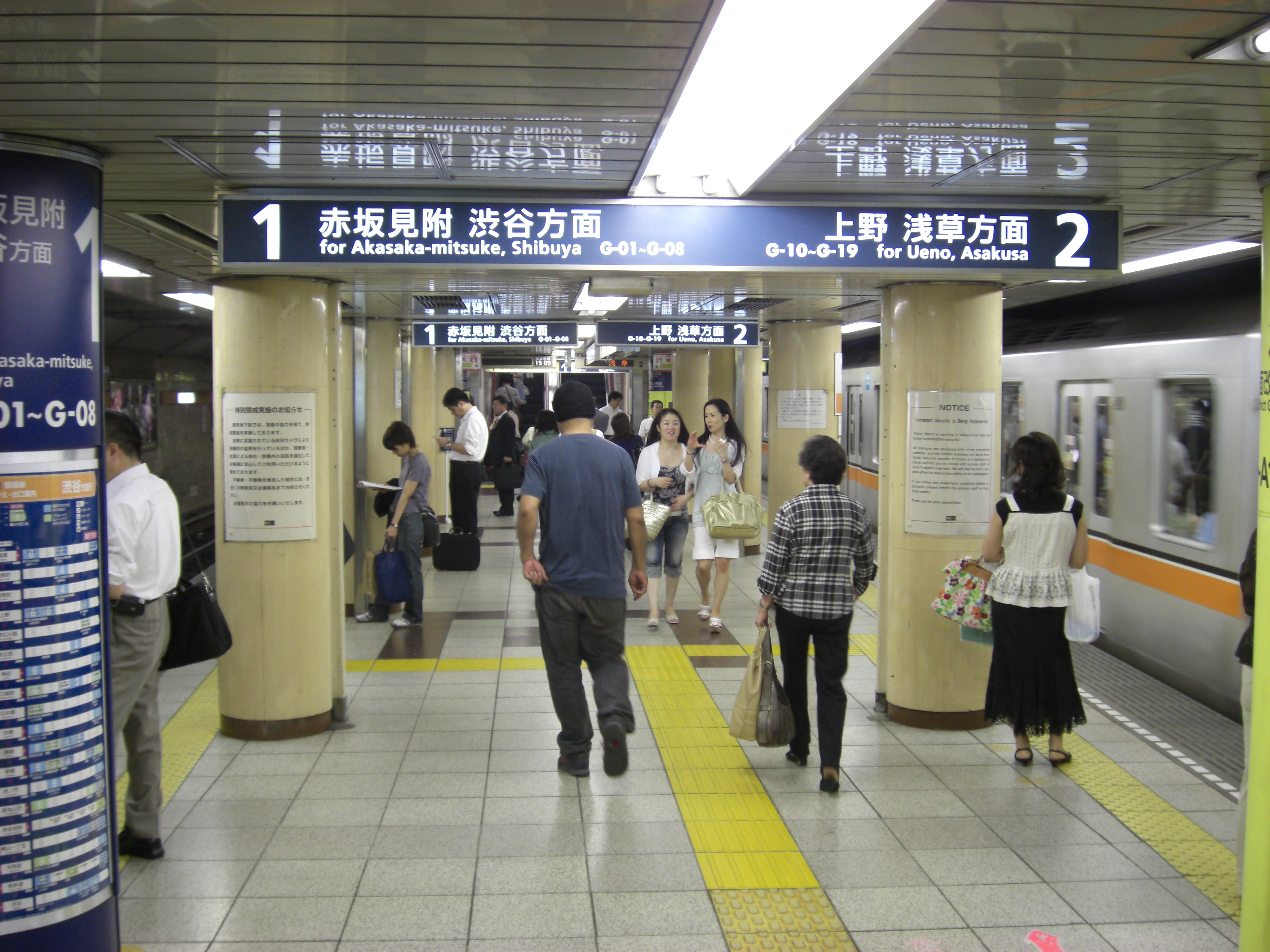
Quai de la ligne Ginza
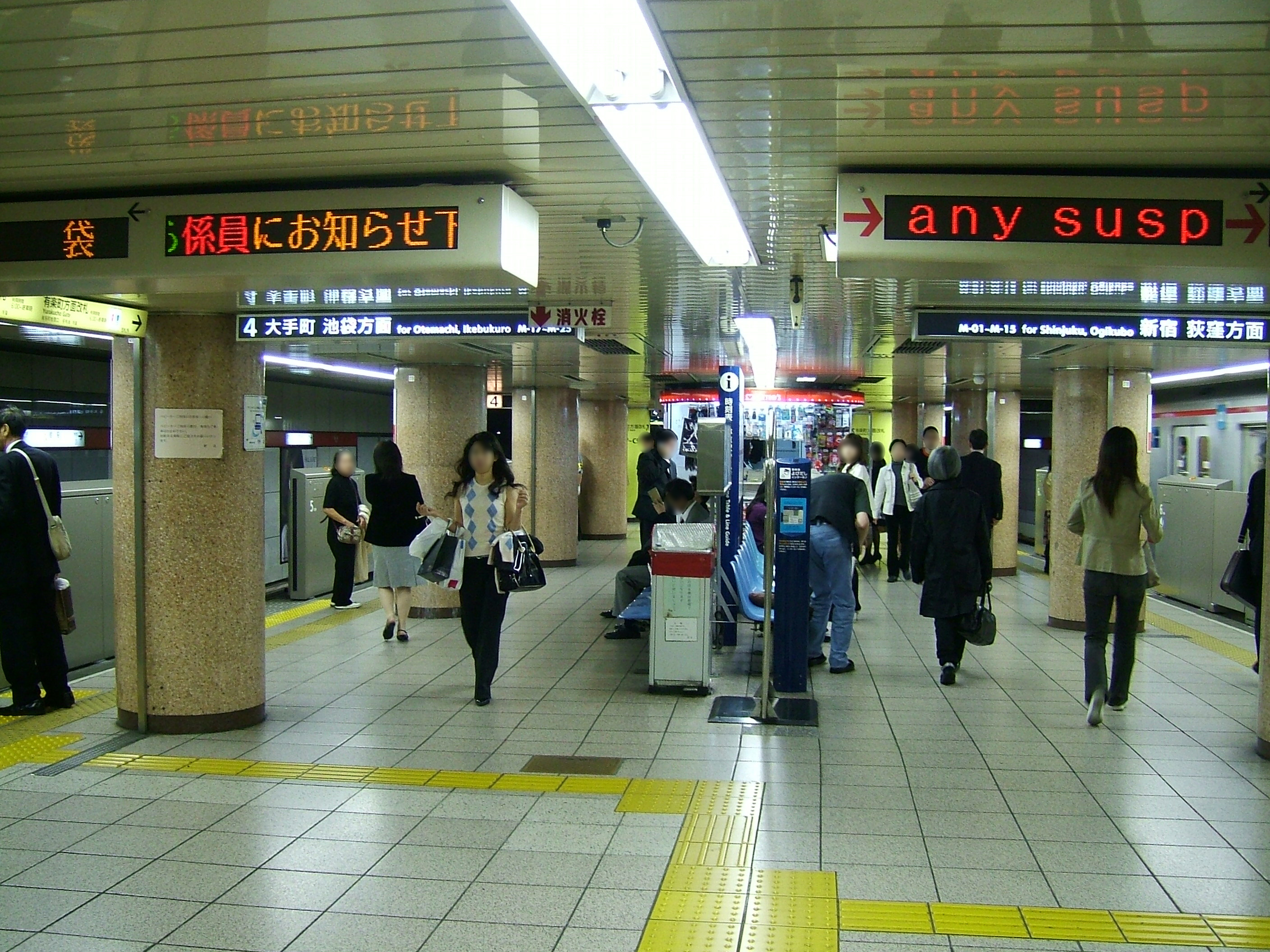
Quai de la ligne Marunouchi
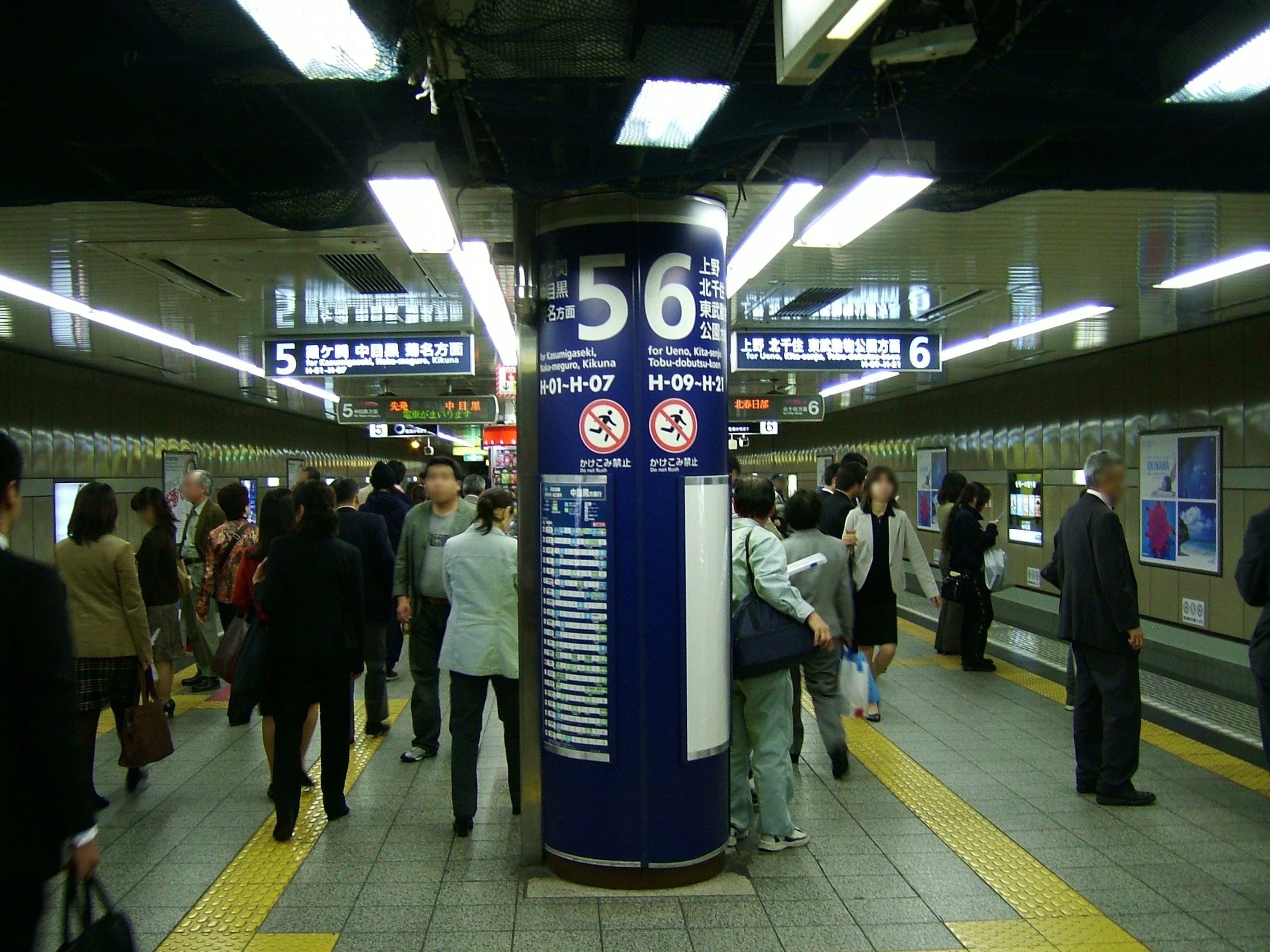
Quai de la ligne Hibiya

## À proximité
- Ginza